# 金迪 (密歇根州)
金迪（英語：Kinde）是位於美國密歇根州休倫縣德懷特鎮區、林肯鎮區及米德鎮區的一個村。

## 人口
根據2020年美國人口普查的數據，金迪的面積為3.09平方千米，當中陸地面積為3.05平方千米，而水域面積為0.04平方千米。當地共有人口421人，而人口密度為每平方千米136人。